# گوداموننا
گوداموننا (به لاتین: Godamunna) یک منطقهٔ مسکونی در سری‌لانکا است که در استان مرکزی (سری‌لانکا) واقع شده‌است.